# Vulva
La vulva és la part més externa dels genitals femenins que envolten l'obertura de la vagina.
Està constituïda pel mont de Venus, els llavis i el clítoris. En anatomia humana, en contraposició amb l'anatomia animal, la part més externa de la vagina pertany també a la vulva. Des d'allà, la vagina condueix a l'úter i la uretra cap a la bufeta.

## Etimologia
La paraula catalana «vulva» prové del llatí volva, paraula amb un origen desconegut. Podria significar 'úter', tot i que en botànica també significa 'closca' de fruita. També podria tenir orígens germànics (vlvo). En el Rigveda (el text més antic de l'Índia, de mitjan mil·lenni II aC) apareix la paraula sànscrita ulva (o ulba), que significava 'membrana' (especialment la que envolta l'embrió), i un mil·lenni després -en el Vāyasanei samjitá- va passar a significar 'úter'. O bé es pren a partir de la forma llatina volba, que apareix referenciada (en tot cas bastant més tard) a l'Edictum Diocletiani amb una arrel comuna amb la família de paraules gregues δελφύς (/ delfés /) 'úter', ἀδελφός (/ adelfos /) 'germà', δέλφαξ 'porc domèstic garrí'.
En el llatí clàssic, la paraula volva, en contraposició al seu significat mèdic actual, designava inicialment a l'úter, en contextos culinaris, en particular l'úter de la truja, que comptava entre les delicatessen. No obstant això, ja Plini diferenciava entre uterus, denominació per l'úter humà, i volva, per a l'úter dels animals. En això, uterus tendia cada cop més a desplaçar vulva com a denominació de l'úter, i el significat de vulva es va limitar en el sentit de cunnus. referit a l'àrea genital externa, al costat del terme os vulvae («boca de la vulva») des de Cornelius Celsus com a denominació de l'obertura exterior.
L'etimologia antiga tardana es va ubicar en aquesta significació transformada; al segle vi dC, Isidor de Sevilla va derivar vulva de valvae, «porta de batents», ja que deixaria entrar el semen com si traspassés una porta, a través de la qual també sortiria el fetus.

### Denominacions populars
No s'ha de confondre vulva amb vagina. En els dominis de la llengua catalana hi ha moltes denominacions col·loquials per a referir-se a la vulva, algunes de les quals són pròpies només d'una zona determinada i d'altres s'han estès més. A Catalunya, la denominació històrica de l'òrgan genital és cony, i també parrús, sent aquesta última menys habitual. Al País Valencià les formes més habituals són figa i xima. A les illes Balears les denominacions són cleca, poma, xona i fufa. A l'Alguer també es coneix com a pipia.

## Parts

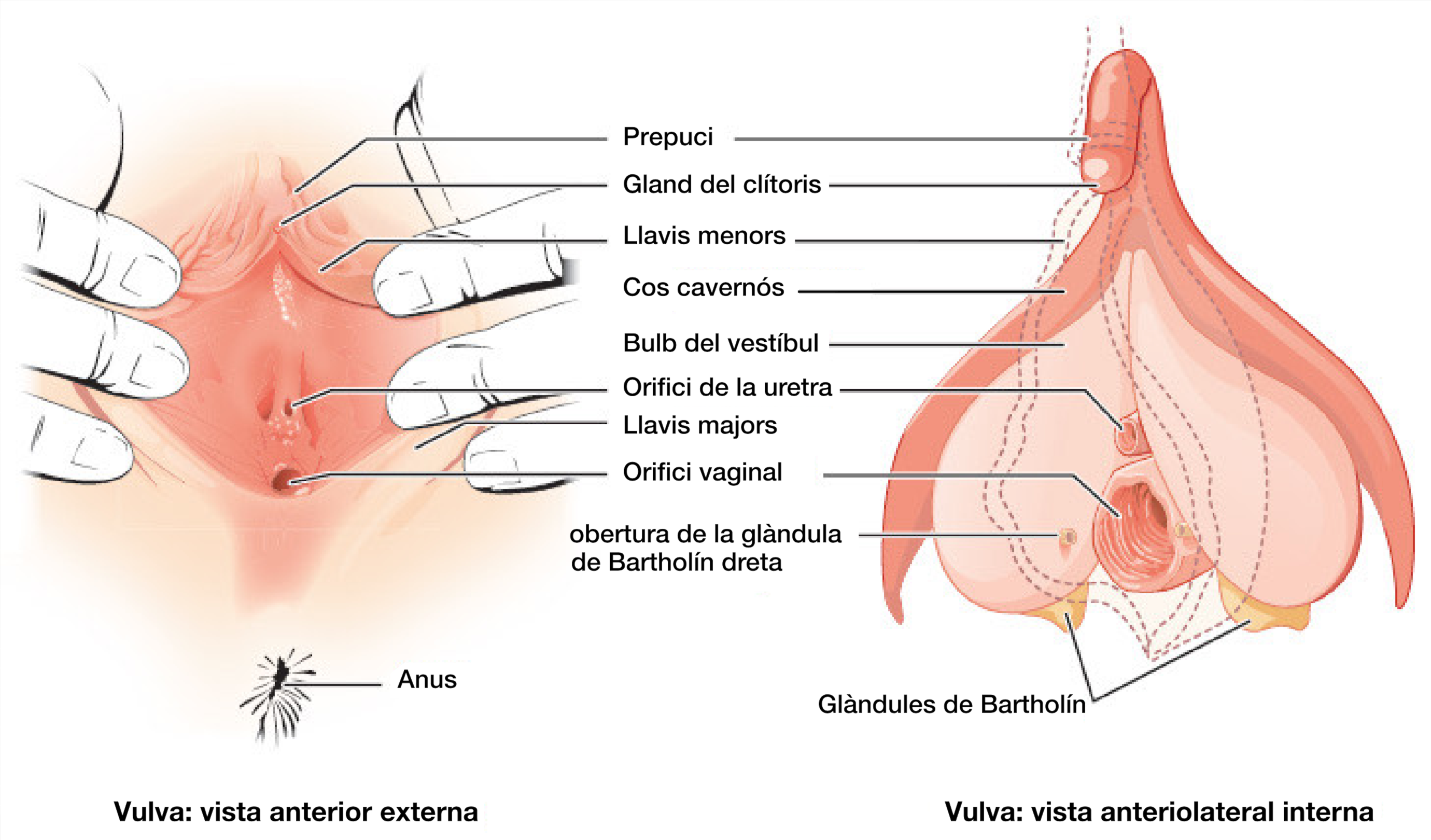
Imatge etiquetada amb una vulva, mostrant vistes externes i internes

Als éssers humans consta de les glàndules de Bartholin, dels llavis majors i menors, del clítoris i de l'obertura de l'entrada de la vagina (anomenada introit vaginal o orifici vaginal). No s'ha de confondre la vulva amb la vagina.

### Glàndula de Bartholin
Les glàndules de Bartholin són cadascuna de les dues glàndules de l'aparell genital femení que desemboquen a cada costat de l'orifici vaginal dels mamífers, llevat dels cetacis, sirenis i pinnípedes; i que segreguen un líquid mucós, destinat a lubrificar l'aparell genital en el moment del coit.

### Llavis majors i menors
Els llavis són cadascuna de les vores de la vulva. N'hi ha dos tipus: els llavis majors, que són dos plecs cutanis, recoberts de pèl i que delimiten l'obertura vulvar; i els llavis menors, que són dos plecs mucosos situats sota els llavis majors i que protegeixen les estructures vulvars profundes.
Els llavis majors són cadascun dels dos llavis que cobreixen als corresponents llavis menors dels extrems de la fenedura vulvar formant plecs de la pell de teixit adipós, coberts pel pèl púbic després de la pubertat. L'extrem anterior de cada llavi conflou en un plec que forma la caputxa del clítoris, el qual embolcalla. Aquests llavis es reuneixen en un plec posterior amb forma de lletra 'u'. Aquesta, els llavis majors i la caputxa del clítoris conformen la totalitat dels límits de la superfície de la vulva. Poden ser grans o petits, curts o llargs i tenir diverses mides. Tot això és normal. Poden ser sexualment sensibles i inflar-se una mica quan la dona s'excita.
La nimfa o llavis menors també són sensibles i poden inflar-se durant l'excitació sexual. Es troben dins dels llavis majors, de la caputxa del clítoris fins a la part de baix de la vagina rodejant els orificis de la vagina i la uretra. Dins la vagina, i mitjançant uns petits conductes, les glàndules de Bartholin, quan són estimulades, secreten un fluix (moc) que lubrica la vagina durant el coit.
De la mateixa manera que els mugrons, els llavis menors poden canviar de color quan la dona madura. Alguns cops sobresurten entre els llavis majors, i poden ser arrugats o llisos.

### Clítoris

Diagrama representant la disposició en visió frontal dels òrgans genitals externs femenins. El clítoris és l'estructura rosada amb forma de Y invertida.

El clítoris és un òrgan erèctil femení localitzat en la part superior de la vulva. S'hi concentren multitud de terminacions nervioses que produeixen plaer sexual. La seva estimulació es fa generalment de manera indirecta i preferiblement amb lubricació. Està unit als llavis menors que recobreixen parcialment les seves arrels i les seves terminacions també arriben a l'anomenat punt G o esponja uretral. Aquest punt està situat aproximadament entre a uns 5 centímetres de l'entrada vaginal, a la cara anterior del cos, però igual que amb la pròstata de l'home, és més fàcil d'estimular quan ja existeix excitació per part de la persona. De fet, normalment són només visibles la caputxa i el gland, que estan en la part superior dels llavis menors, i que formen només una desena part del volum total del clítoris.